# Neodym(III)-sulfat
Neodym(III)-sulfat (Nd2(SO4)3) ist ein Salz des Seltenerd-Metalls Neodym mit Schwefelsäure. Es bildet als Octahydrat violettrote Kristalle.

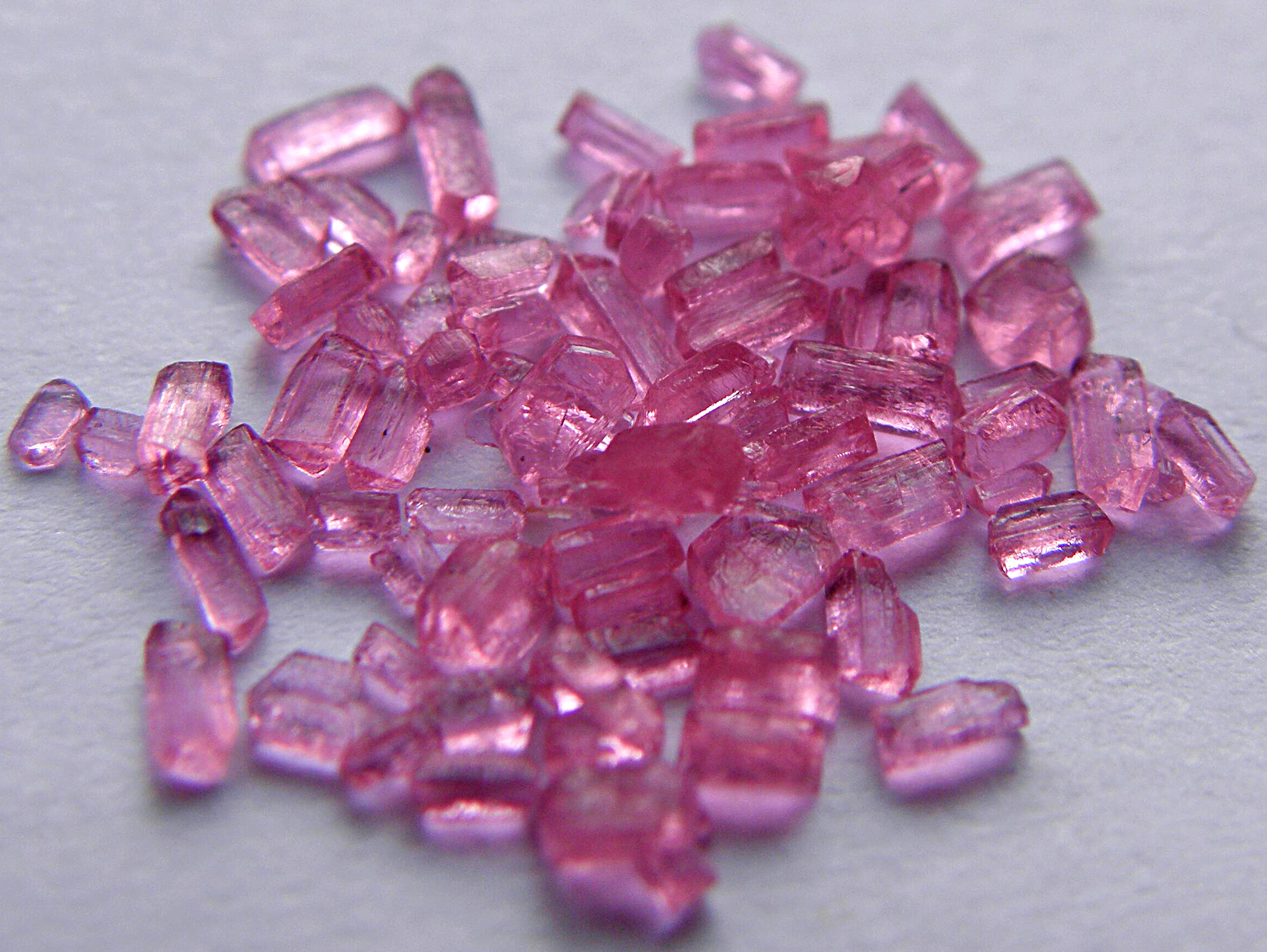
Neodym(III)-sulfat-Octahydrat

Das Anhydrat, das Pentahydrat und das Octahydrat besitzen eine monokline Kristallstruktur mit der Raumgruppe C2/c (Raumgruppen-Nr. 15).